# Basilique Saint-Joseph-des-Fins d'Annecy
Cette  basilique n’est pas la seule basilique Saint-Joseph.
La basilique Saint-Joseph-des-Fins d'Annecy est une église située à Annecy en France.

## Construction
Construite le long de l'avenue de Genève, elle est due à l'importante expansion démographique du nouveau quartier situé au nord de la vieille ville. La construction de l'église a accompagné la croissance de la ville d'Annecy vers le nord, suivant la marche d'une urbanisation aérée et encore conventionnelle.
La première pierre de la basilique Saint-Joseph-des-Fins fut bénie le 4 juillet 1937, à la veille de la Seconde Guerre mondiale par monseigneur Florent du Bois de La Villerabel, évêque d'Annecy, le saint patron est saint Joseph. L'initiateur du projet fut l'abbé Marie-Amédée Folliet (1891–1984), qui grâce à sa ténacité a mené le projet à bien, il sera le curé de la paroisse jusqu'à sa retraite en 1964. Pendant la guerre, soldat sur le front, il fut fait prisonnier, puis évadé. De retour à Annecy il prit part dans la Résistance en organisant des réseaux de sauvetage mais fut dénoncé, arrêté et interné par la Gestapo en 1944 avant d'être libéré.
L'église fut terminée en 1941 sur les plans de l'architecte bénédictin Dom Paul Bellot (mort en 1944 à Montréal sans voir l'église achevée), dans le style trapu de la région, personnalisé par ce grand novateur de l'art sacré contemporain, aîné de près de 30 ans de Novarina. La charpente est en béton armé, les autels en pierre et l'ameublement en bois de chêne. Elle mesure 54 mètres de long pour une hauteur centrale de 16 mètres. Le clocher à bulbe est haut de 45 mètres.
La décoration intérieure de l'édifice, érigé en basilique mineure par le pape Paul VI en 1964, proscrit presque toutes les lignes courbes au profit de voûtes à arcatures brisées. Les vitraux sont du sculpteur Henri Charlier. Le Chemin de croix est une création de l'artiste-peintre Jeanne Christen.

## Les cloches

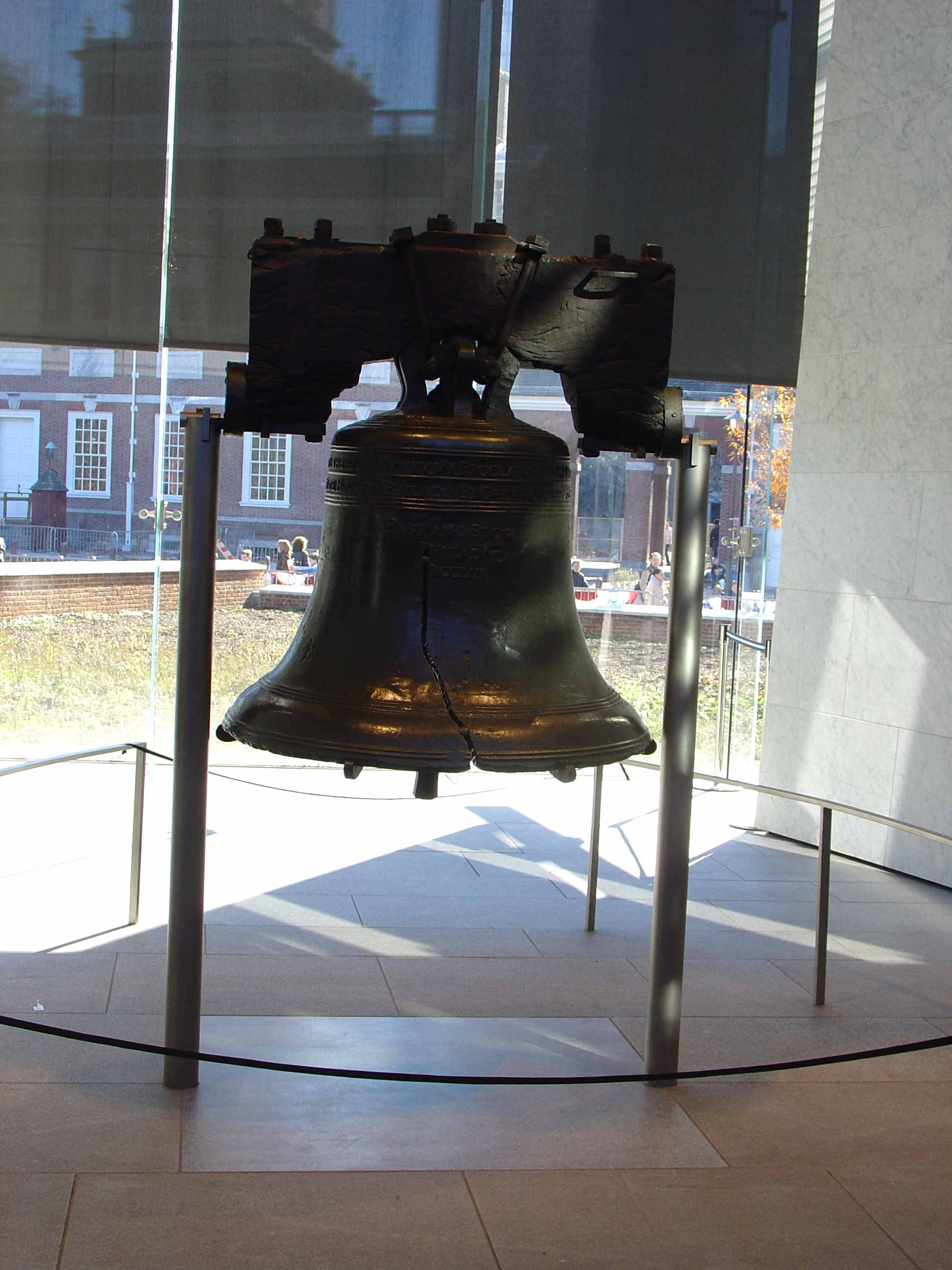
La Liberty Bell (« Cloche de la liberté »).

Une des particularités de la basilique réside en l'une de ses cloches. En effet, cette cloche est une des 57 cloches qui ont été fondues à Annecy au cours du printemps et de l'été de l'année 1950. Chacune d'elles est une reproduction exacte de la cloche de la liberté qui retentit pour proclamer en 1776 l'indépendance américaine à Philadelphie, en Pennsylvanie, et que le peuple américain a considéré depuis comme étant un symbole de ces jours mémorables.
On s'est servi de ces cloches depuis le 15 mai jusqu'au 4 juillet 1950 à titre d'emblème pour la campagne des bons du trésor américain. Ces cloches seront exposées en permanence dans chaque État des États-Unis ainsi qu'au district de Columbia, à Hawaï et en Alaska, à Porto Rico et dans les Îles Vierges. Une de ces cloches a été donnée au Japon. Les habitants d'Annecy ont fait don d'une cloche aux habitants de la ville d'Independence (Missouri), foyer du président des États-Unis, Mr Harry S. Truman.
Le gouvernement des États-Unis d'Amérique a fait les arrangements nécessaires pour donner cette cloche à la ville d'Annecy en reconnaissance de l'habileté technique et de l'art de ses ouvriers et rappeler le fait que la liberté est un héritage commun de la France et des États-Unis.
La basilique possède quatre cloches au total :
- la grosse cloche, Andrée Denise (1 800 kilos) sonnant le ré3 ;
- la deuxième cloche, Liberty Bell (1 100 kilos) sonnant le mi3 ;
- la troisième cloche, Paule Antoinette (800 kilos) sonnant le fa#3 ;
- une petite cloche, pesant une quarantaine de kilos a été fondue en 1878 par les frères Beauquis de Quintal, et sonne un do#5.

Les cloches 1 et 3 datent de 1955 et la cloche 2 date de 1950 et sont fondues chez Paccard à Annecy-le-Vieux.

## L'orgue
Orgue Stiehr et Mockers (1872) / Hartmann (1963) :
- 3 claviers manuels et pédalier ;
- 40 jeux ;
- Traction mécanique des claviers.

L'orgue actuel de la basilique a été construit en 1872 par les facteurs Stiehr et Mockers. La particularité de ce dernier est qu'il a été construit pour l'église Saint-Philippe d'Alger, dans laquelle se déroulèrent d'ailleurs les funérailles de Camille Saint-Saëns. Lors de la décolonisation, menacé de destruction, il fut démonté en 1963 et remonté en la basilique Saint-Joseph-des-Fins par le facteur Hartmann. Il possède 40 jeux dont certains sont classés monuments historiques. Marie-Claire Alain, Michel Chapuis, Vera Celte, Louis Robillard et Ruscon ont participé à son inauguration.

## Galerie de photos

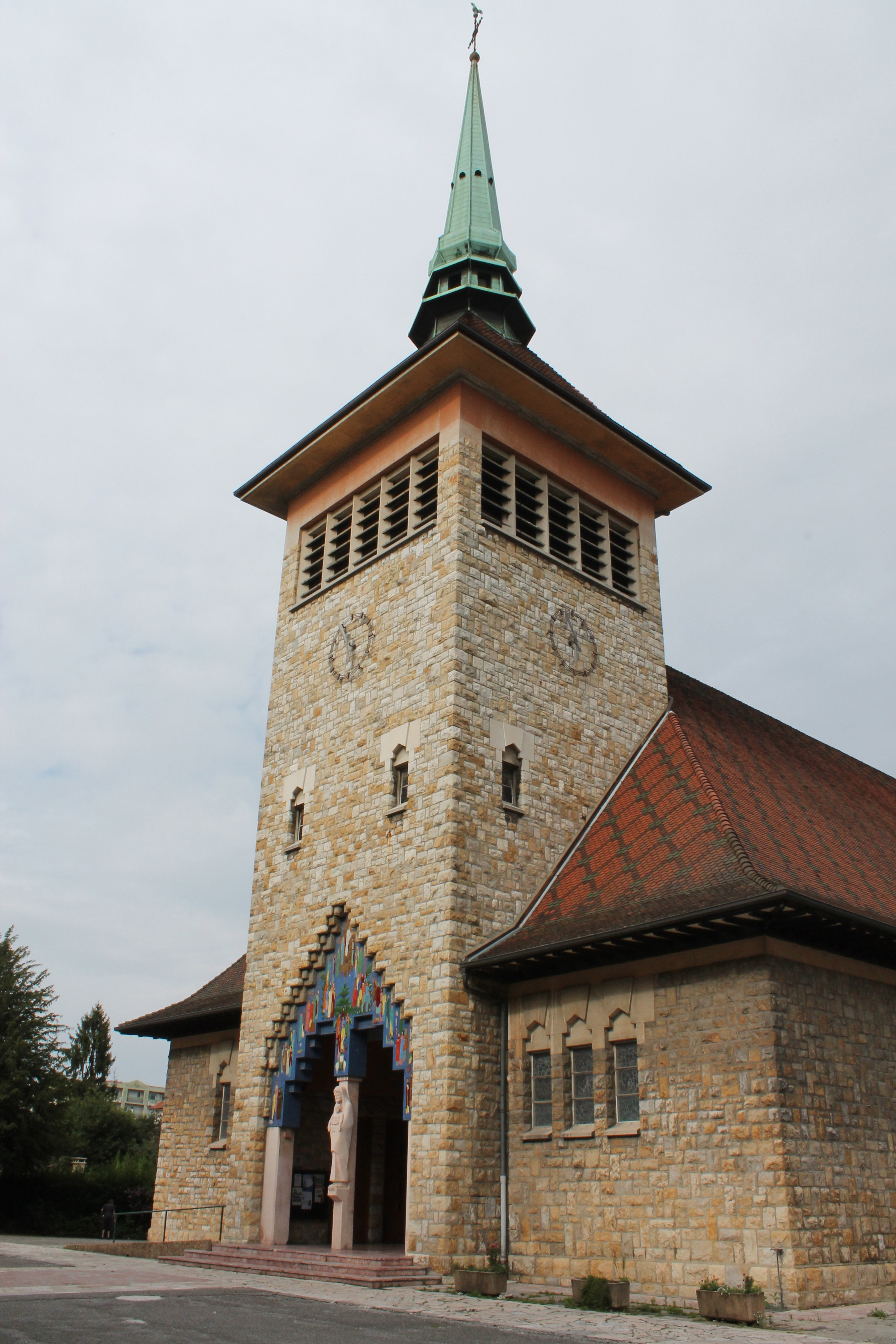
Basilique Saint-Joseph-des-Fins (XXe siècle) - Portail et clocher.
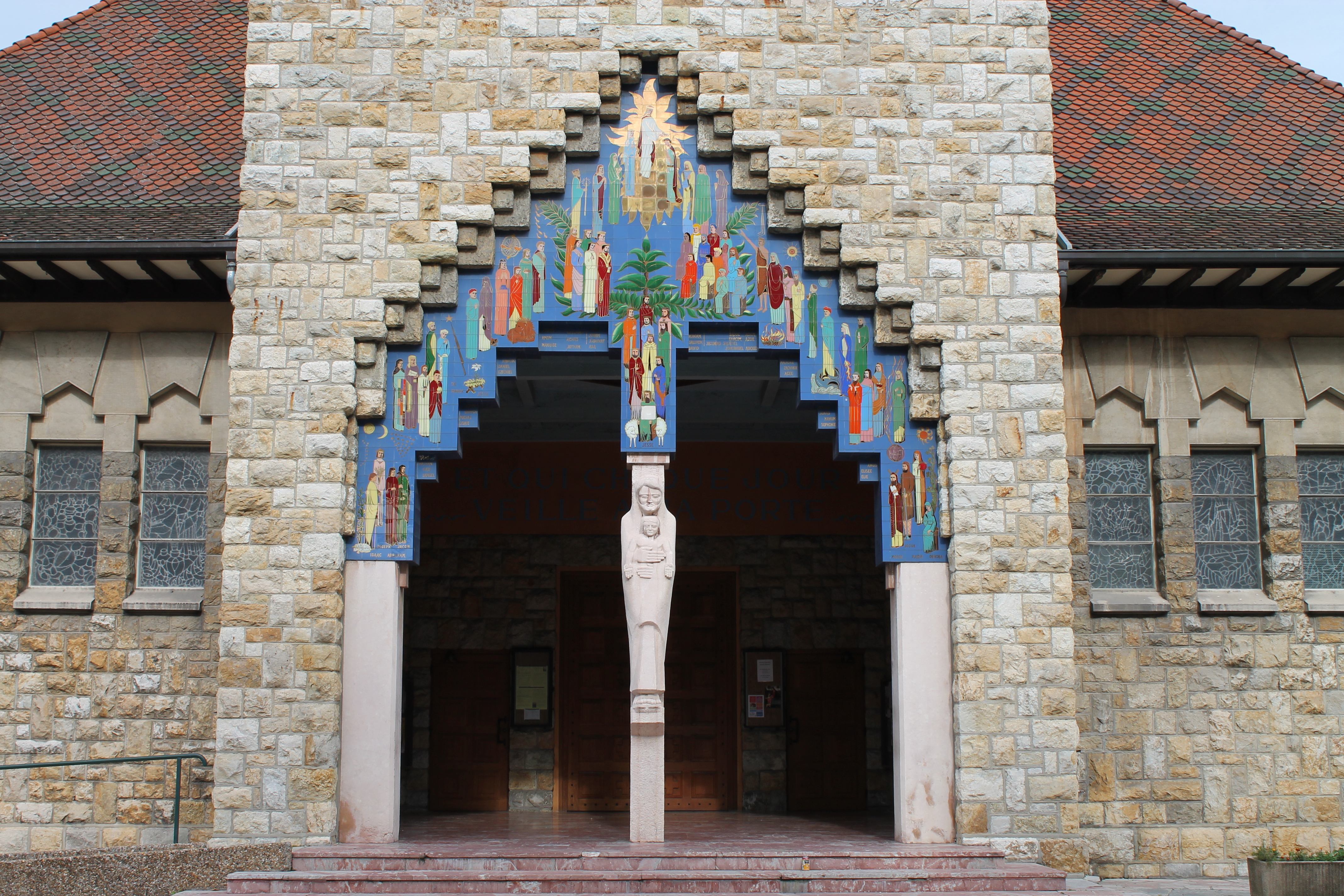
Basilique Saint-Joseph-des-Fins (XXe siècle) - Peintures du tympan  par Paul Wimer.
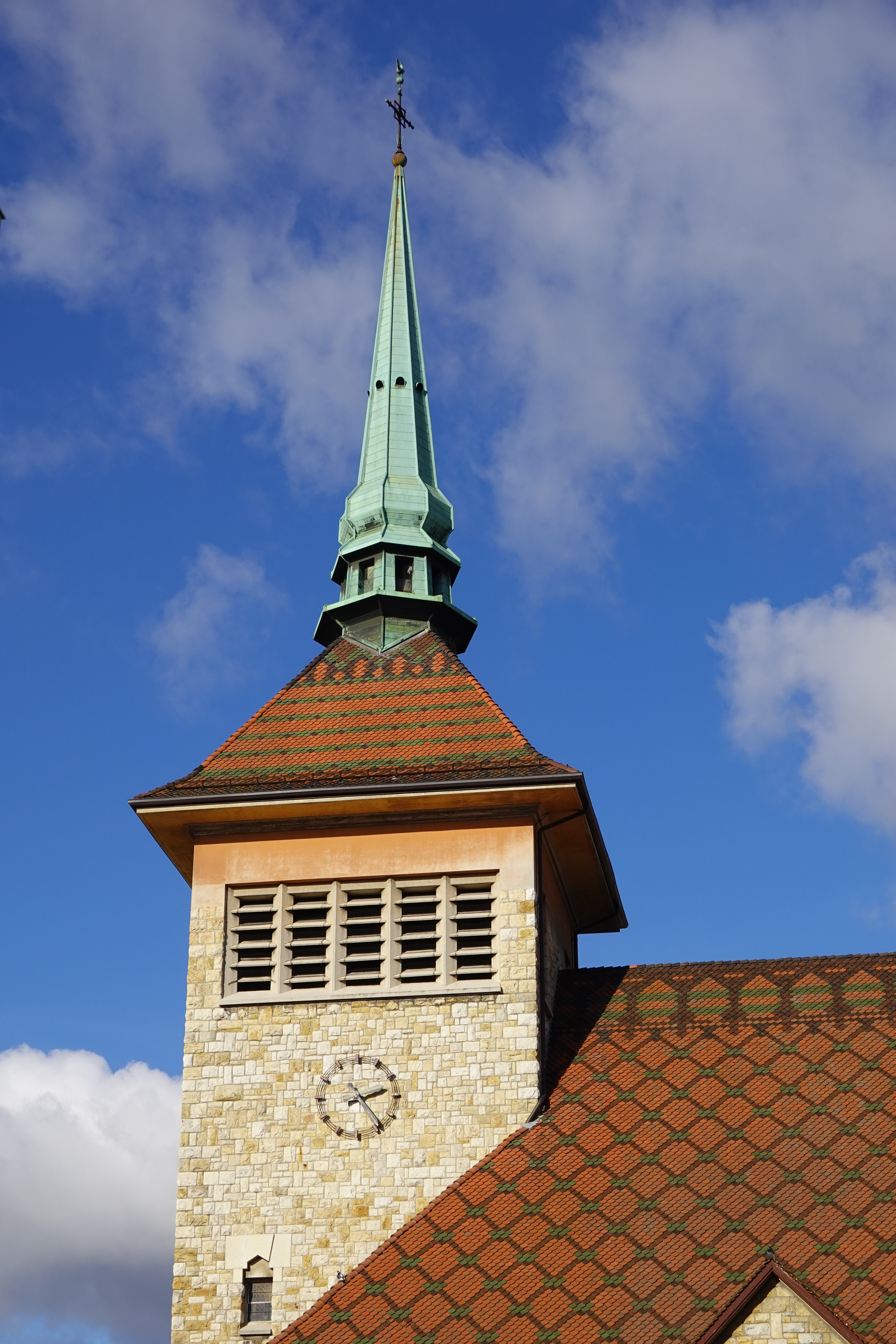
Basilique Saint-Joseph-des-Fins (XXe siècle) - Sommet du clocher.
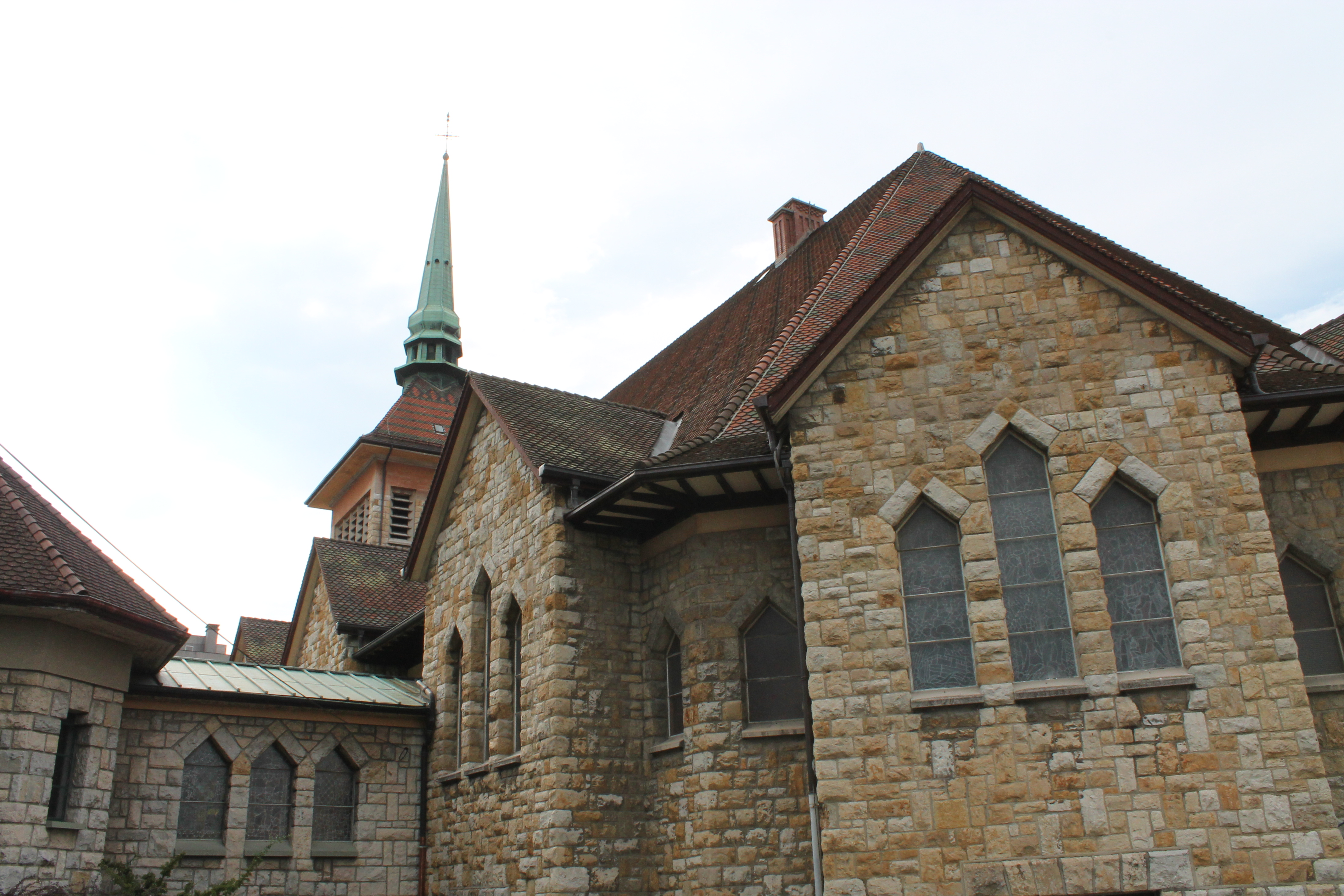
Basilique Saint-Joseph-des-Fins (XXe siècle) - Arrière de l'église.
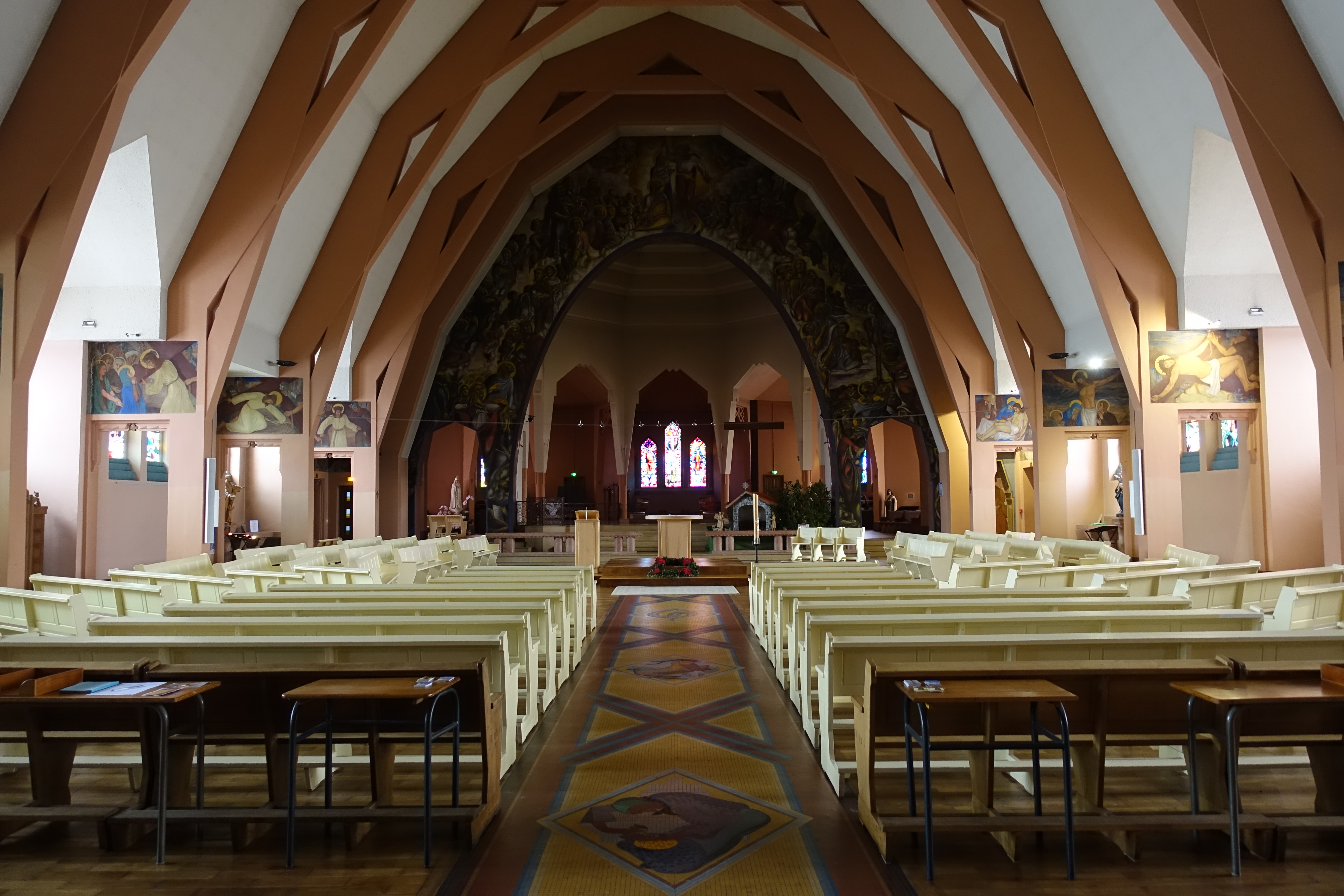
Intérieur - Vue vers l'autel.
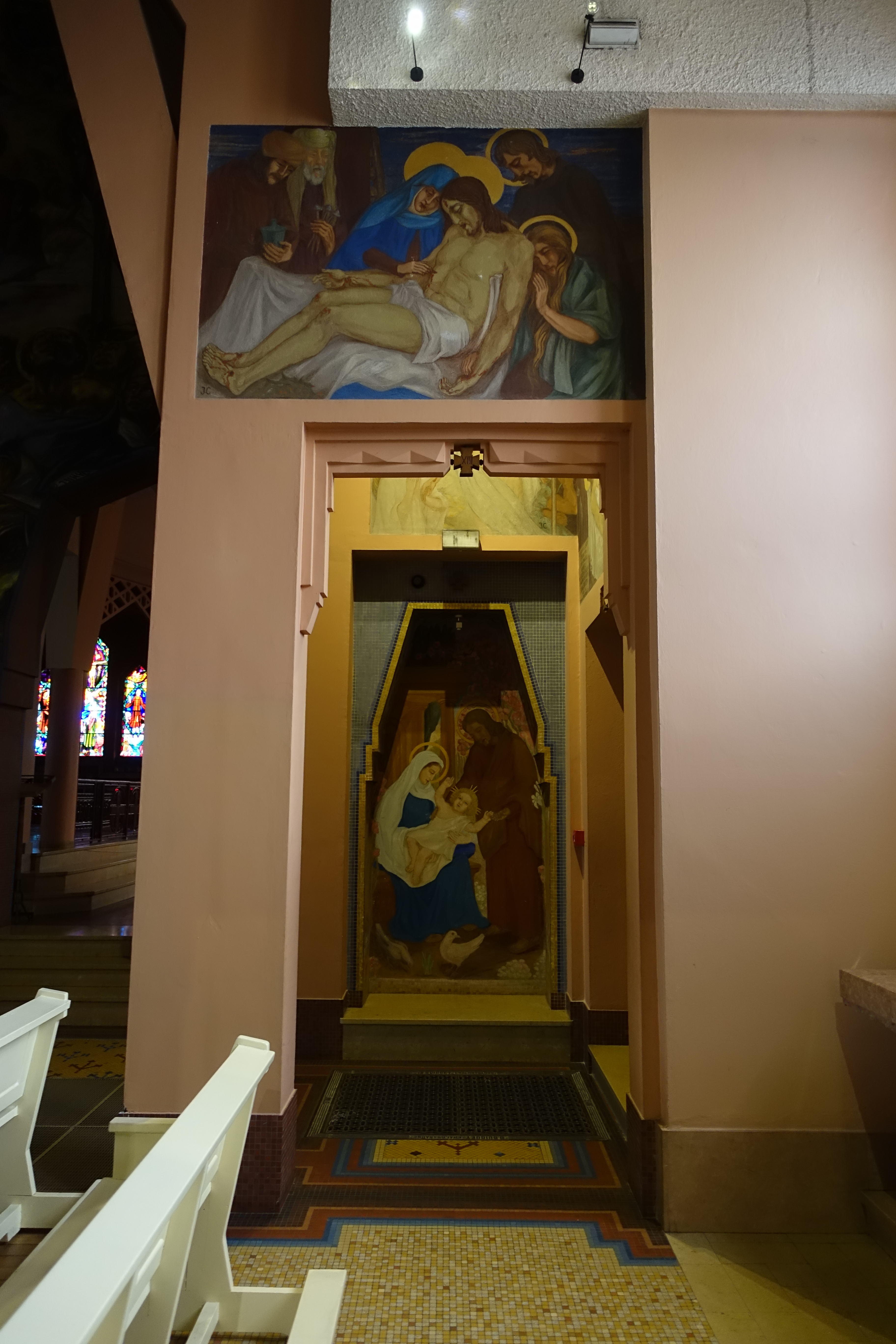
Peintures.
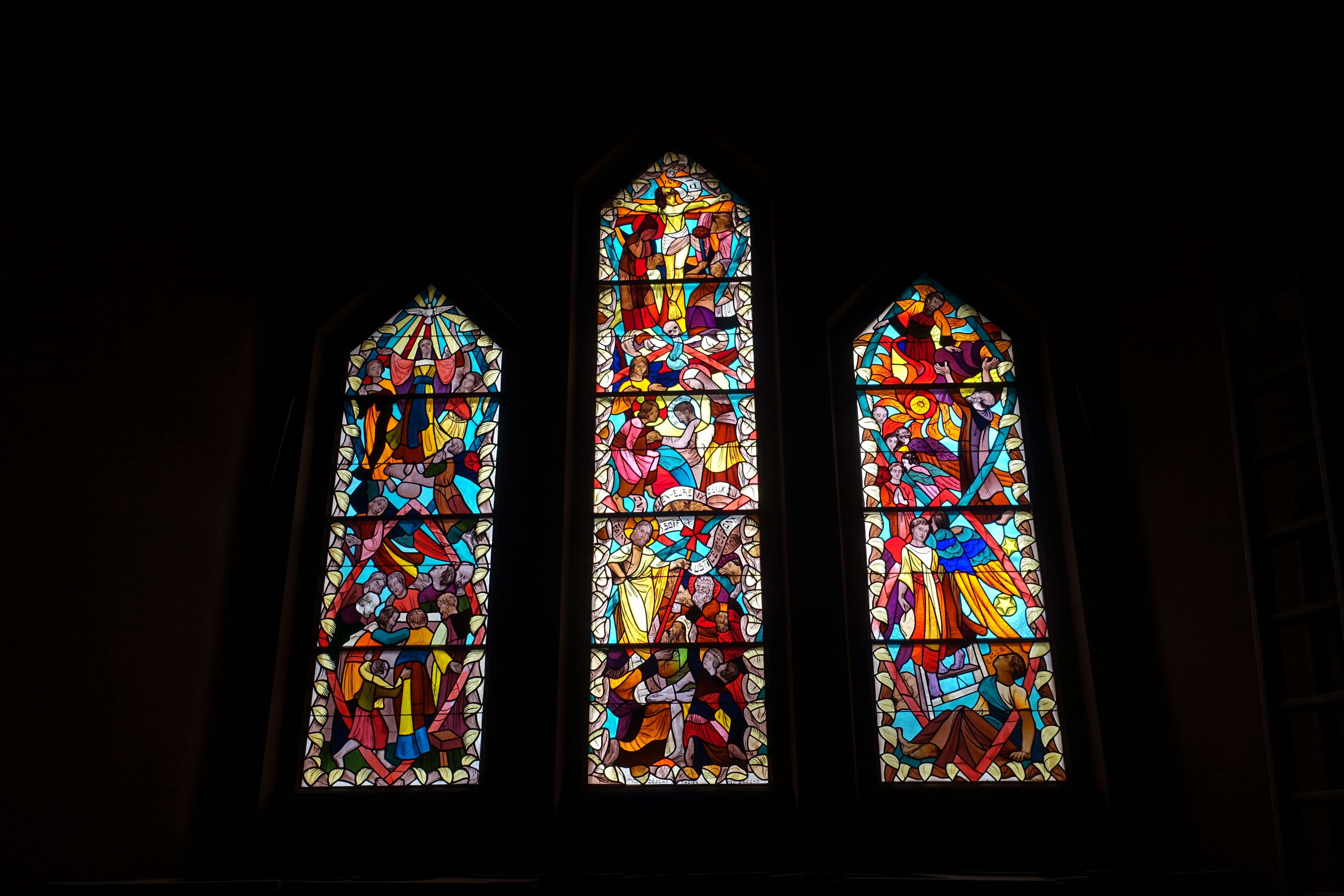
Vitraux.
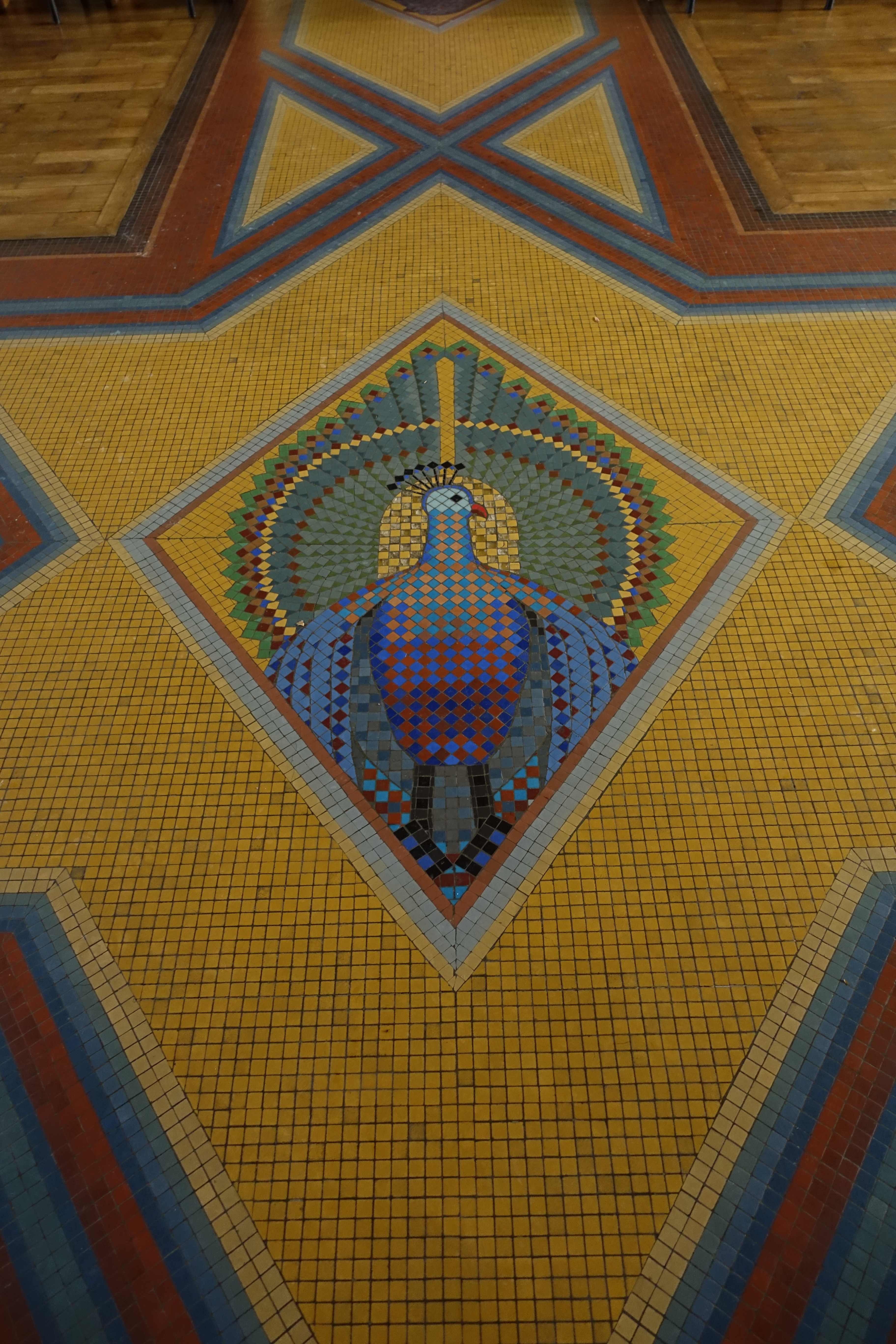
Carrelage près de l'entrée.
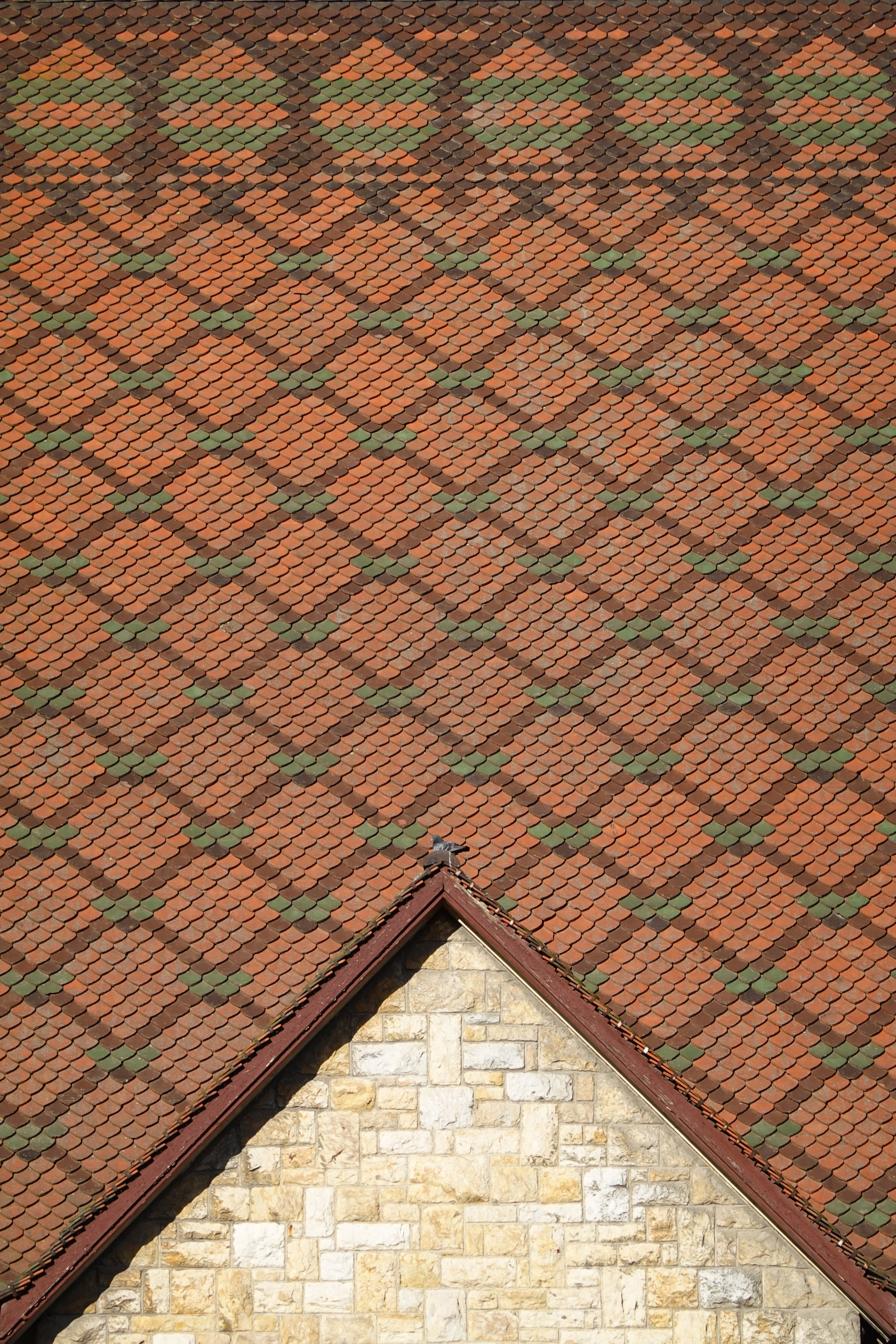
Tuiles de la toiture.
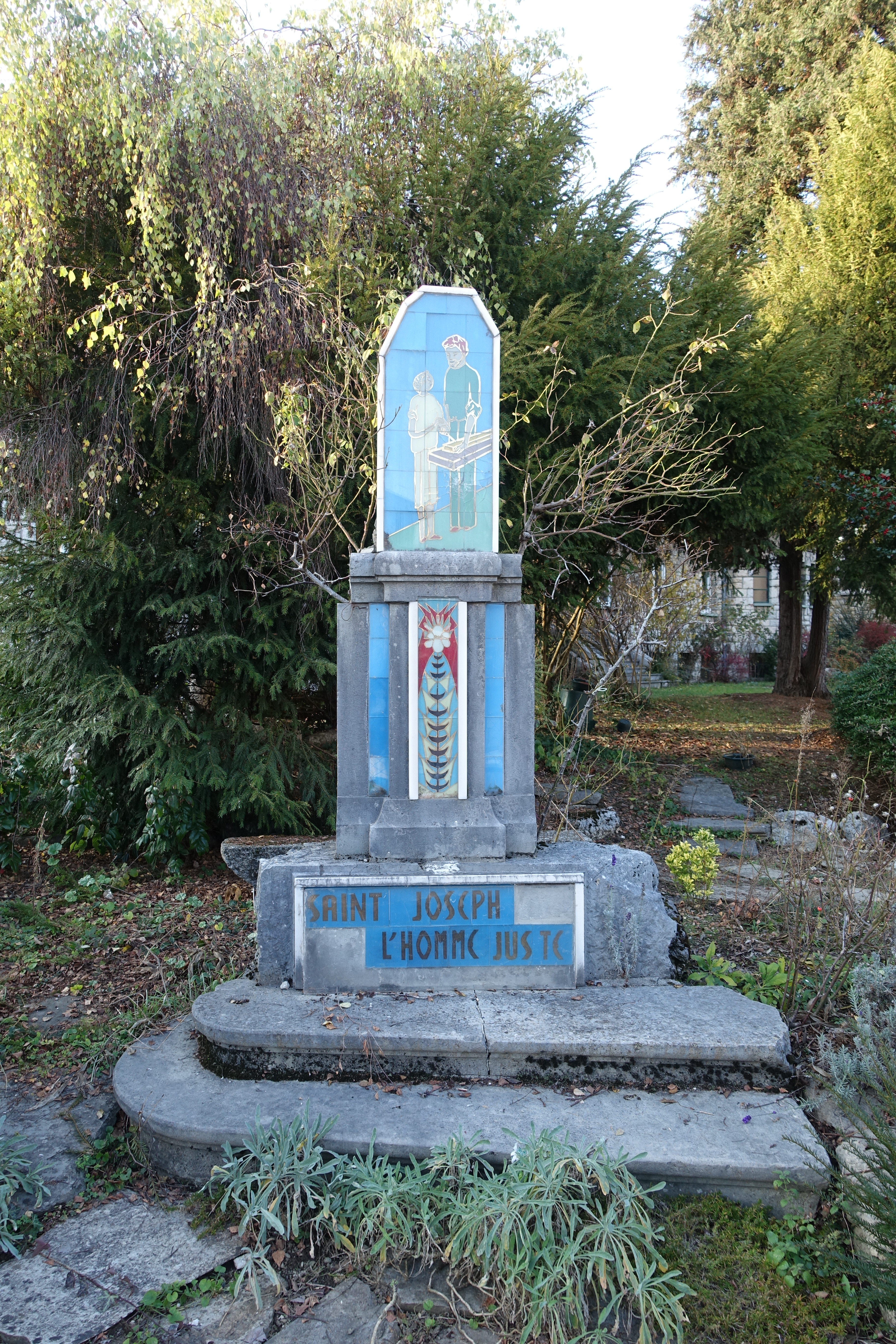
Monument à saint Joseph (arrière de l'église).